# 재배품종

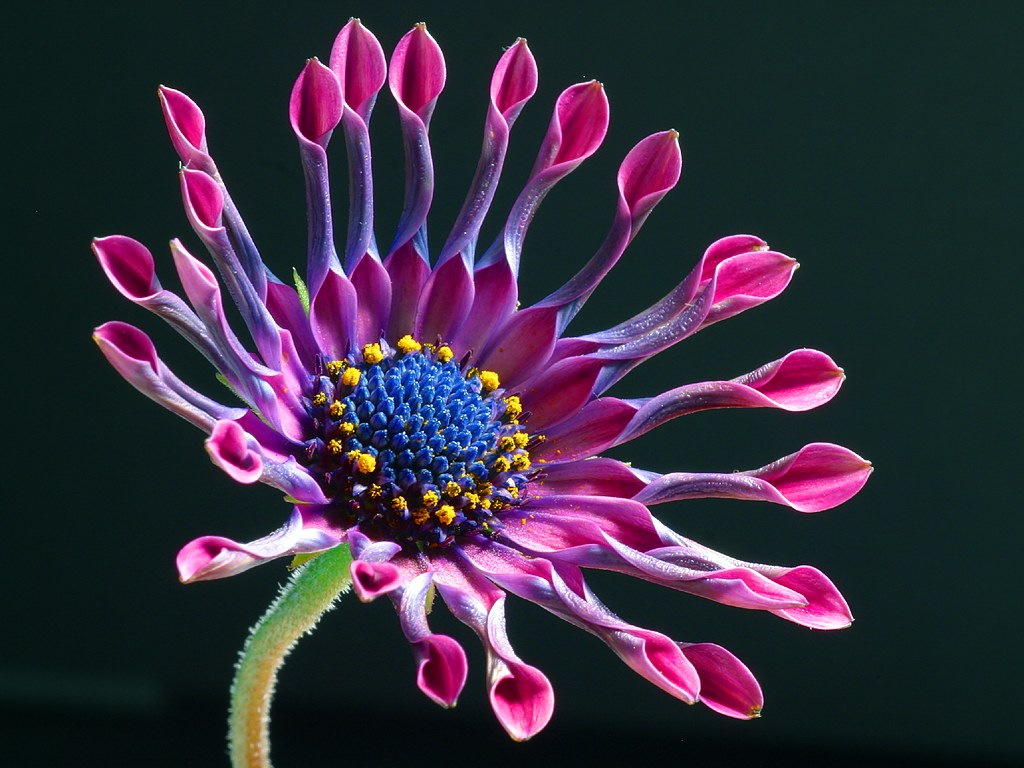
오스테오스펄멈. 이 다채로운 빛깔의 꽃은 재배품종이다.

재배품종(栽培品種, cultivar)은 식물 번식 중에 보이는 특징들 가운데 원하는 특징을 얻기 위해 선별된 식물들을 두루 일컫는 용어이다. 더 일반적으로 말해, 재배품종은 ICNCP(International Code of Nomenclature for Cultivated Plants, 국제 재배 식물 명명 규약)이 관리하는 재배품종의 가장 기초적인 분류를 가리킨다. 대부분의 재배품종은 경작을 통해 이루어지지만 일부는 야생에서 특수한 선별을 통해 이루어진다.

## 용어

### 재배종
재배종과 재배품종은 서로 혼동될 수 있다. 재배종은 재배를 위해 인간에 의해 의도적으로 변경, 선별된 식물을 가리킨다.

## 같이 보기
- 재래 품종